# Fábio Ferreira
Fábio Ferreira da Silva (Campina Grande, 4 de outubro de 1984) é um ex-futebolista brasileiro que atuava como zagueiro.

## Carreira

### Corinthians
Fábio Ferreira começou sua carreira nas categorias de base do Corinthians. O zagueiro atuou apenas uma vez pelo Corinthians em 2004, na última rodada contra o Juventude.

### Noroeste
Em 2005 e 2006, com um elenco inchado de jogadores de peso, o jovem jogador foi transferido para o Noroeste.

### Juventude
Depois foi novamente transferido, desta vez ao Sul do Brasil, para o time do Juventude, para a disputa do Campeonato Brasileiro de 2006, um fato curioso ocorreu por lá, os vizinhos reclamavam das constantes festas realizadas no apartamento do atleta e decidiram colocar uma faixa escrito "Por favor, sem barulho". Após faltar a dois treinos, acabou sendo dispensado. Em 2007, voltou ao Noroeste para jogar novamente o Campeonato Paulista.

### Corinthians
Por indicação do técnico Paulo César Carpegiani, voltou ao Corinthians para jogar o Campeonato Brasileiro de 2007. Todavia, teve sua trajetória marcada pelo rebaixamento do clube à Segunda Divisão, a qual disputou pelo clube em 2008, fazendo parte do elenco que garantiu o retorno à Série A.

### Grêmio
Em 22 de dezembro de 2008, o Grêmio anunciou o acerto com o jogador. Todavia, pouco jogou e realizou sua estreia pelo Tricolor apenas em 2 de abril de 2009, numa goleada sofrida por 4 a 0 para o Caxias, em partida válida pelo Campeonato Gaúcho. No dia 26 de junho, o treinador Paulo Autuori comunicou a dispensa do zagueiro.

### Vitória
Em julho de 2009, acertou com o Vitória para o restante da temporada. Depois de um começo cheio de erros e insegurança, Fábio Ferreira conseguiu recuperar-se, tornando-se um dos atletas mais regulares do elenco rubro-negro no segundo turno do Brasileirão 2009, ganhando a vaga de titular. Ao fim da temporada, deixou o clube baiano, apesar do interesse da diretoria em renovar seu contrato.[carece de fontes?]

### Botafogo
Em janeiro de 2010, acertou com o Botafogo até maio de 2011. Aos poucos, foi ganhando a condição de titular. Ajudou na recuperação da equipe no primeiro turno do estadual, fazendo, inclusive, o gol do título da Taça Guanabara.
Fábio Ferreira sofreu uma grave lesão no joelho e retornou aos gramados em meados de abril de 2011. Após se recuperar, renovou o contrato com clube carioca e foi titular na zaga junto com Antônio Carlos.
Após três anos no Botafogo, acertou sua ida por empréstimo para o Criciúma, indo jogar o Campeonato Catarinense, a Série A do Brasileirão e a Copa do Brasil.

### Criciúma
No Criciúma sua carreira continuou marcada pelas festas conhecidas desde a época do Juventude. Em outubro de 2014 foi afastado pelo técnico Gilmar Dal Pozzo por problemas disciplinares. Mesmo assim jogou a maioria das partidas daquela que foi a segunda zaga mais vazada do Campeonato Brasileiro.
O contrato com o Criciúma se encerrou em dezembro de 2014. Todavia, a diretoria pareceu ter esquecido os problemas disciplinares do zagueiro. Dois meses após o encerramento do contrato e sem ter recebido nenhuma proposta de nenhum time das séries A, B, C ou mesmo do exterior, o jogador renovou com o Criciúma até dezembro de 2015, com salários abaixo dos valores que recebia em 2014.
Dois meses após o inicio do novo contrato, Fábio Ferreira se envolveu em mais um problema de indisciplina. O zagueiro, que sentiu um problema no tornozelo após a partida contra o Metropolitano, pelo Campeonato Catarinense, não apareceu no clube durante três dias e não deu nenhuma satisfação. No entanto, não recebeu nenhuma punição da diretoria do Criciúma.
No total, Fábio Ferreira realizou 96 jogos pelo Criciúma, com 29 vitórias, 30 empates e 37 derrotas. O jogador marcou cinco gols, recebeu 20 cartões amarelos e um vermelho.

### Ponte Preta
No dia 31 de agosto de 2015, rescindiu seu contrato com o Criciúma para assinar pela Ponte Preta.

## Títulos
Corinthians
- Campeonato Brasileiro: 2005
- Campeonato Brasileiro - Série B: 2008

Botafogo
- Taça Guanabara: 2010
- Taça Rio: 2010 e 2012
- Campeonato Carioca: 2010

Criciúma
- Campeonato Catarinense: 2013